# Paula Robison

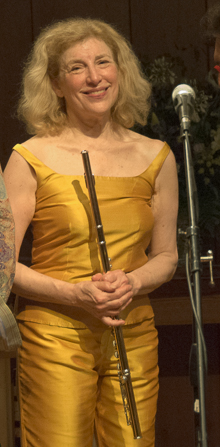
Paula Robison

Paula Robison (* 8. Juni 1941) ist eine US-amerikanische Flötistin und Musikpädagogin.
Robison studierte an der Juilliard School und arbeitete in den Sommern beim Marlboro Music Festival mit Marcel Moyse. Im Alter von zwanzig Jahren holte sie Leonard Bernstein als Soloflötistin zum New York Philharmonic Orchestra. Sie war Gründungsmitglied der Chamber Music Society am Lincoln Center, der sie zwanzig Jahre lang angehörte und leitete mit Scott Nickrenz die Kammermusikkonzerte beim Spoleto Festival.
Als Interpretin der Neuen Musik vergab sie Kompositionsaufträge an Komponisten wie Leon Kirchner, Toru Takemitsu, Robert Beaser, Kenneth Frazelle, Oliver Knussen und Lowell Liebermann und spielte Uraufführungen von Werken Pierre Boulez’, Alberto Ginasteras, Elliott Carters, William Schumans, Keith Jarretts, Carla Bleys, Michael Tilson Thomas’ und anderer. 2006 gründete sie das Label Pergola Recordings, bei dem sie ein Album mit Liveaufnahmen, darunter der Uraufführung von Lowell Liebermanns Sonata mit Jean-Yves Thibaudet und Sergei Prokofiews Sonata mit Yefim Bronfman veröffentlichte.
Robison unterrichtet an der Juilliard School und gibt weltweit Meisterklassen. Seit 2005 hat sie einen Lehrstuhl für Flöte am New England Conservatory inne. 2008 verlieh ihr das San Francisco Conservatory einen Ehrendoktortitel; im gleichen Jahr zeichnete sie die Classical Recording Foundation mit dem Samuel Sanders Award aus. Sie veröffentlichte mehrere Flötenlehrbücher, darunter The Paula Robison Flute Warmups Book, Paula Robison Flute Masterclass: Paul Hindemith und Paula Robison Masterclass: Frank Martin.

## Weblink
- Homepage von Paula Robison